# IX Liceum Ogólnokształcące im. Klementyny Hoffmanowej w Warszawie

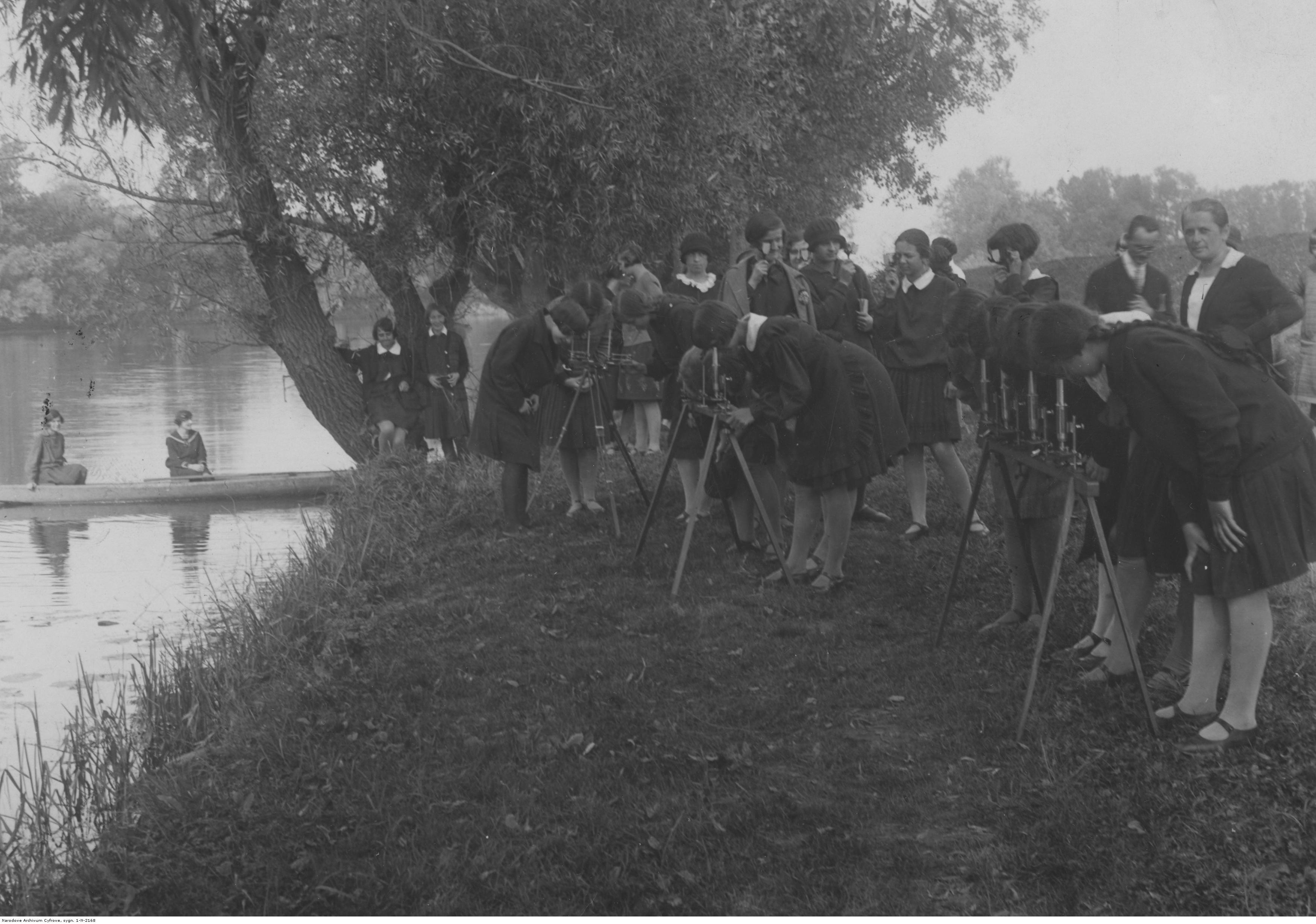
Uczennice żeńskiego IX Państwowego Gimnazjum im. Klementyny z Tańskich Hoffmanowej w Warszawie podczas wycieczki do Wilanowa. Praktyczna lekcja przyrody nad zbiornikiem wodnym. Widoczne uczennice przy mikroskopach.

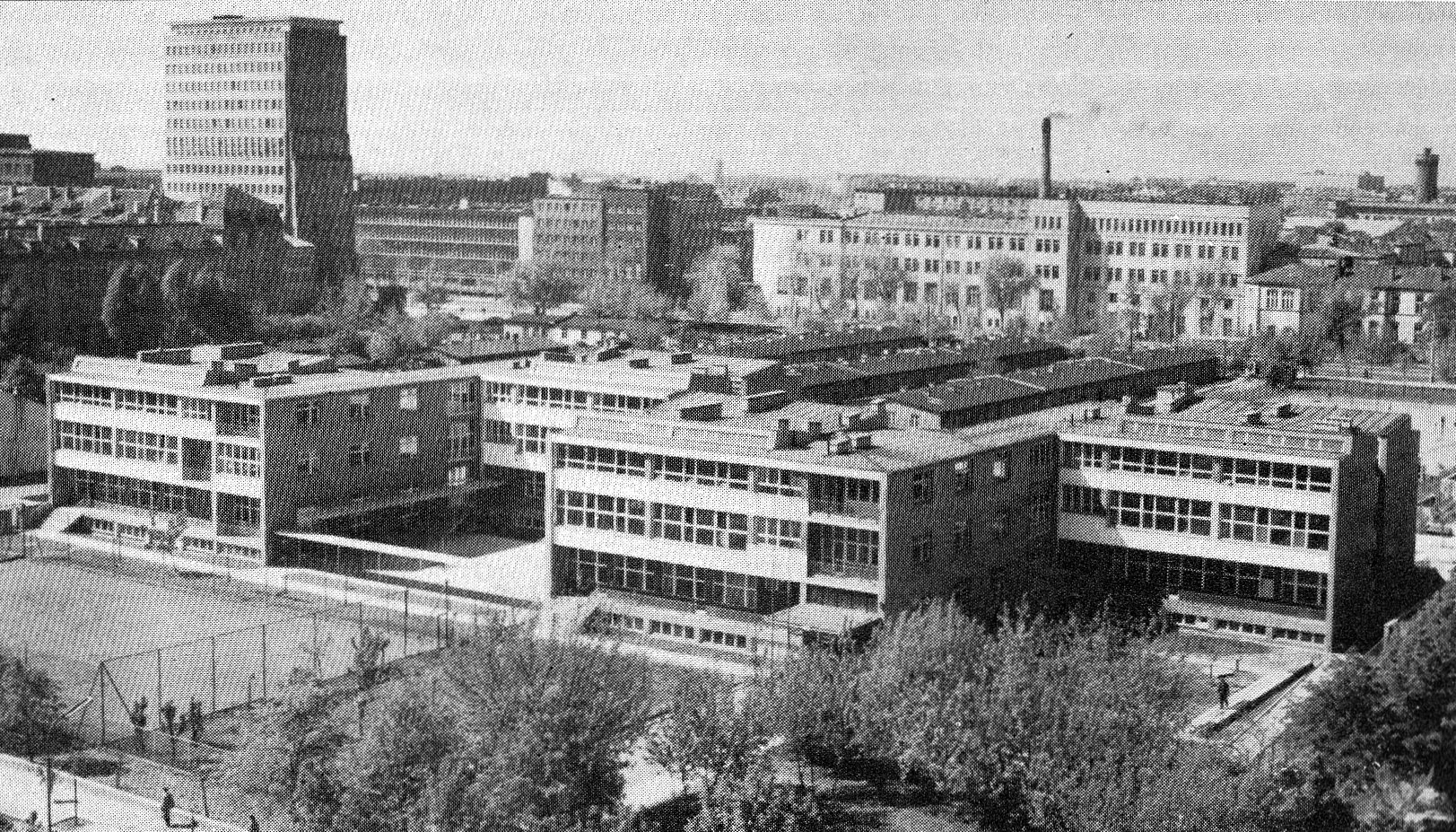
Dawna siedziba liceum przy ul. Emilii Plater 29

IX Liceum Ogólnokształcące im. Klementyny Hoffmanowej – publiczne liceum ogólnokształcące w Warszawie, znajdujące się przy ulicy Hożej 88. Zostało założone w 1874 roku.

## Historia szkoły[1]
Początki szkoły sięgają 1874, kiedy to powstała prywatna pensja dla dziewcząt Izabeli Smolikowskiej. Jedną z pierwszych abiturientek pensji była m.in. aktorka Wanda Barszczewska. W 1896 pensja przeszła na własność Pauliny Hewelke. Na przełomie XIX i XX wieku, pensja Pauliny Hewelke była jedną z pierwszych, w których lekcje prowadzono po polsku. Bardzo prężnie działało w niej koło Organizacji Młodzieży Narodowej, będącej ekspozyturą Związku Młodzieży Polskiej „Zet”. Założono w niej pierwszą w żeńskich szkołach w Warszawie pracownię chemiczną i fizyczną. Organizowano też wycieczki wakacyjne. Wśród ówczesnych nauczycieli byli między innymi polonista Adam Kryński i geograf Wacław Nałkowski. W tamtych latach w gimnazjum nauki pobierała autorka Nocy i dni Maria Dąbrowska oraz Maria Kownacka.
Po upaństwowieniu w 1919 szkoła otrzymała imię Klementyny Hoffmanowej, a dyrekcję objęła Helena Goska, która prowadziła gimnazjum do 1933. Od tego czasu dyrektorką szkoły była dr Władysława Hoszowska, kierująca szkołą do 1944.
W okresie międzywojennym Liceum Hoffmanowej ukończyły między innymi skrzypaczka Eugenia Umińska, a także aktorki: Barbara Drapińska i Irena Kwiatkowska. Nauczycielką arytmetyki była w tym czasie Helena Skłodowska-Szalay, siostra Marii Curie-Skłodowskiej.
Przez cały okres okupacji niemieckiej szkoła nie przerwała pracy. W 1939 naukę podjęto 5 października w lokalu przy ul. Mazowieckiej, a półtora miesiąca potem powrócono do własnego budynku. Po zamknięciu przez Niemców polskich szkół średnich, grono pedagogiczne szkoły przystąpiło do organizacji tajnego nauczania. Tajne komplety rozpoczęły działalność 1 grudnia 1939 i organizowane były aż do wybuchu powstania warszawskiego. Szkoła funkcjonowała pod różnymi oficjalnymi szyldami: Ognisko Świetlicowe przy Wydziale Zarządu Miejskiego, Szkoła Gospodarstwa Domowego, Szkoła Modniarsko-Czapnicza oraz Szkoła Farbiarsko-Gorseciarska.
W szkole przerabiano program licealny, organizowano tajne egzaminy dojrzałości oraz wydawano matury. Wiele uczennic brało czynny udział w działalności konspiracyjnej. Zaangażowane w walkę podziemną były m.in. harcerki z działającej przy szkole Pomarańczowej Drużyny. Szkoła przerwała działalność po wybuchu powstania warszawskiego.
Po odzyskaniu niepodległości, na polecenie władz szkolnych, Liceum Hoffmanowej na nowo zorganizowała jedna z jego nauczycielek, dr fizyki Agnieszka Podjed, która kierowała szkołą do 1960. Dawna siedziba szkoły przy ul. Marszałkowskiej została zniszczona w czasie walk, w związku z tym gimnazjum umieszczono w gmachu przy ul. Polnej 46a. Stąd w 1961 zostało przeniesione do nowej siedziby przy ul. Emilii Plater 29, wzniesionej na terenie dawnego Ogrodu Pomologicznego. Modernistyczny zespół budynków został zaprojektowany przez Jerzego Baumillera i Jana Zdanowicza. W tym samym roku szkoła stała się liceum koedukacyjnym.
Od września 2013 roku, IX Liceum Ogólnokształcące wraz z Gimnazjum nr 43 stanowiło Zespół Szkół nr 125, z siedzibą w przedwojennym budynku przy ulicy Hożej 88.
Budynek powstał w latach 1919–1920 dla prowadzonej przez Alfonsa Graviera Szkoły Budowlanej. W końcu lat 30. XIX w. w budynku mieściły się także następujące szkoły: Chemiczno-Przemysłowa, Drogowa, Miernicza. Podczas II wojny światowej funkcjonowała tu Państwowa Szkoła Techniczno-Mechaniczna, a następnie w latach 5 czerwca 1942 do 21 lipca 1944 stacjonowało Frontleitstelle 72 – centrum dowodzenia frontem wojsk Wermachtu. Po wojnie w budynku wznowiła działalność Państwowa Szkoła Techniczna, przekształcona w 1975 w Zespół Szkół Samochodowych i Licealnych Nr 1.
W dniu 1 września 2017 Zespół nr 125 przekształcił się na nowo w IX Liceum Ogólnokształcące im. Klementyny Hoffmanowej, w którym do 31 sierpnia 2019 funkcjonowały również oddziały gimnazjalne.

## Dyrektorzy
- Izabela Smolikowska (1874–1896)
- Paulina Hewelke (1896–1919)
- Helena Goska (1919–1933)
- Władysława Hoszowska (1933–1944)
- Agnieszka Podjed (1945–1960)
- Zbigniew Marciniak (1960–1962)
- Stefan Krzysztoszek (1962–1967)
- Wacław Wawrzyniak (1967–1997)
- Zofia Daruk (1997–2007)
- Zofia Pietrzak (2007–2014)
- Ryszard Raczyński (2014–2017)
- Joanna Kiełbasa (2017−2024)
- Joanna Redak (od 2024)[1]

## Absolwenci

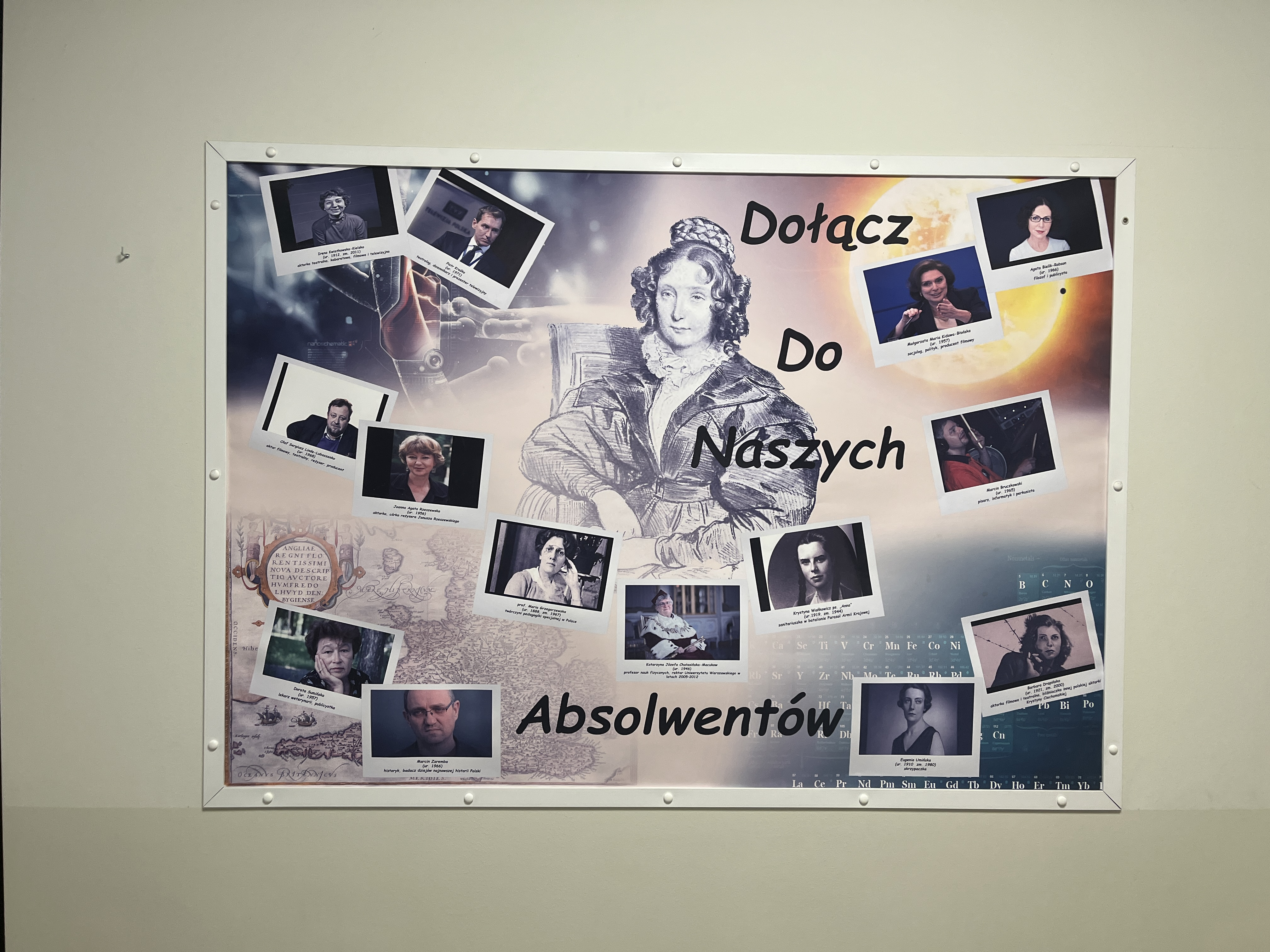
Grafika upamiętniająca absolwentów szkoły

Absolwentami liceum są m.in.: Krzysztof Adamowicz, Wanda Barszczewska, Agata Bielik-Robson, Maria Bohuszewiczówna, Jolanta Brach-Czaina, Marcin Bruczkowski, Wanda Burzyńska-Pazdowa,  Katarzyna Chałasińska-Macukow, Maria Cytowska, Barbara Drapińska, Maria Dziak, Maria Dzierżanowska, Mateusz Grydlik, Maria Grzegorzewska, Tomasz Jakubiak, Jerzy Kaczyński, Małgorzata Kidawa-Błońska, Marta Kightley, Zofia Kirkor-Kiedroniowa, Barbara Koc, Wojciech Kocot, Bronisława Konopacka, Marek Kośmicki, Alicja Kotowska, Piotr Kraśko, Krystyna Kubicka, Irena Kwiatkowska, Olaf Lubaszenko, Izabela Łopuska, Eugenia Malinowska, Ryszard Mączewski, Teresa Monasterska, Jolanta Morońska, Teresa Mroczko, Marcin Napiórkowski, Danuta Naruszewicz, Maria Opielińska, Hanna Petrynowska, Ewa Podleś, Alicja Przyłuska-Fiszer, Piotr Salwa, Nela Samotyhowa, Krzysztof Sieniawski, Sławomir Sikora, Janina Sippko, Agata Smoktunowicz, Andrzej Sobczak, Justyna Sobolewska, Krzysztof Stanowski, Halina Starczewska, Janina Strzelecka, Dorota Sumińska, Andrzej Szeptycki, Piotr Szymczak, Eugenia Umińska, Krystyna Wańkowicz, Patryk Wild, Jarosław Włodarczyk, Katarzyna Zabielska-Koczywąs, Marcin Zaremba, Paweł Zuchniewicz.

## Ranking „Perspektyw” (Warszawa)

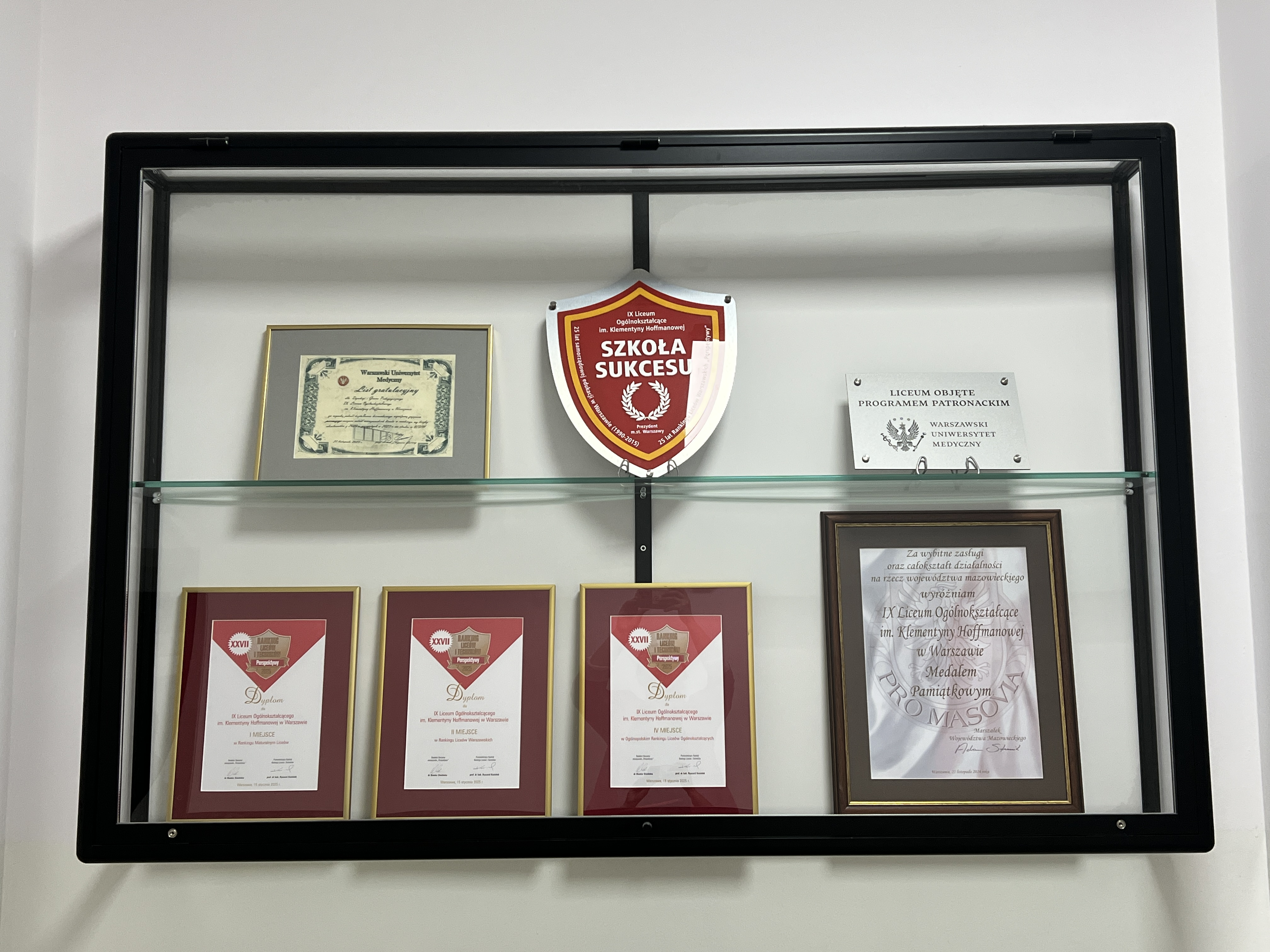
Część nagród i wyróżnień, które przyznano szkole

Miejsce w rankingu Licea warszawskie miesięcznika „Perspektywy”:

- 2025 – 2.[24]
- 2024 – 5.
- 2023 – 2.
- 2022 – 5.
- 2021 – 6.
- 2020 – 3.
- 2019 – 6.
- 2018 – 8.
- 2017 – 9.
- 2016 – 8.
- 2015 – 9.
- 2014 – 10.
- 2013 – 9.
- 2012 – 9.
- 2011 – 8.
- 2010 – 8.
- 2009 – 8.
- 2008 – 9.
- 2007 – 12.
- 2006 – 9.
- 2005 – 12.
- 2004 – 13.
- 2003 – 19.
- 2002 – 12.
- 2001 – 18.

## W kulturze
Prawdopodobnie pensja prowadzona przez Paulinę Hewelkę służyła Bolesławowi Prusowi za pierwowzór pensji pani Latter z Emancypantek. Prus pracował wówczas naprzeciwko siedziby pensji na rogu ulic Marszałkowskiej i Sienkiewicza, w gmachu wydawnictwa Gebethner i Wolff.